# Basalys amphoralis
Basalys amphoralis is een vliesvleugelig insect uit de familie van de Diapriidae. De wetenschappelijke naam van de soort is voor het eerst geldig gepubliceerd in 1949 door Tomsik.